# 531-й истребительный авиационный полк
531-й истребительный авиационный полк (531-й иап) — воинская часть Военно-воздушных сил (ВВС) Вооружённых Сил РККА, принимавшая участие в боевых действиях Советско-японской войны.

## Наименования полка
За весь период своего существования полк своё наименование не менял :
- 531-й истребительный авиационный полк;
- Войсковая часть (Полевая почта) 65386.

## Создание полка
531-й истребительный авиационный полк сформирован в период с 01 сентября по 30 декабря 1941 года в ВВС Дальневосточного фронта на аэродроме Чугуевка по штату 015/134 из состава 53-го и 304-го иап (две эскадрильи на самолётах И-153, одна аэ на И-16) со включением в состав 33-й авиационной дивизии ВВС Дальневосточного фронта.
| И-15 бис | И-153 | И-16 |

## Расформирование полка
531-й истребительный авиационный полк расформирован в период с 15 апреля по 15 мая 1947 года в 249-й иад с передачей личного состава и матчасти в 47-й, 305-й и 781-й иап

## В действующей армии
В составе действующей армии:
- с 9 августа 1945 года по 3 сентября 1945 года

## Командиры полка
- майор Токарев Михаил Степанович[6], 09.1941 — 12.1945

## В составе соединений и объединений
| Период        | Фронт (округ)                                 | армия (корпус)                | дивизия                                           | примечание                                                                           |
| ------------- | --------------------------------------------- | ----------------------------- | ------------------------------------------------- | ------------------------------------------------------------------------------------ |
| 01.09.1941 г. | Дальневосточный фронт                         | ВВС фронта                    |                                                   | Чугуевка, И-16, И-153                                                                |
| 30.12.1941 г. | Дальневосточный фронт                         | ВВС 1-й Краснознамённой армии | 33-я дальняя бомбардировочная авиационная дивизия | И-16, И-153                                                                          |
| 15.08.1942 г. | Дальневосточный фронт                         | 9-я воздушная армия           | 33-я дальняя бомбардировочная авиационная дивизия | И-16, И-153                                                                          |
| 01.11.1942 г. | Дальневосточный фронт                         | 9-я воздушная армия           | 33-я дальняя бомбардировочная авиационная дивизия | переформирован по штату 015/284, И-16, И-153                                         |
| 10.07.1943 г. | Дальневосточный фронт                         | 9-я воздушная армия           | 33-я дальняя бомбардировочная авиационная дивизия | аэ на И-16 передана в состав 530-го иап 250-й иад 9-й ВА, взамен принята аэ на И-153 |
| 23.03.1944 г. | Дальневосточный фронт                         | 9-я воздушная армия           | 33-я дальняя бомбардировочная авиационная дивизия | начал перевооружение на И-16 тип 24                                                  |
| 05.06.1944 г. | Дальневосточный фронт                         | 9-я воздушная армия           | 33-я дальняя бомбардировочная авиационная дивизия | окончил перевооружение на И-16 тип 24                                                |
| 07.08.1944 г. | Дальневосточный фронт                         | 9-я воздушная армия           | 34-я бомбардировочная авиационная дивизия         | И-16 (тип 24)                                                                        |
| 25.01.1945 г. | Дальневосточный фронт                         | 9-я воздушная армия           | 34-я бомбардировочная авиационная дивизия         | перевооружён на Як-9М                                                                |
| 13.03.1945 г. | Дальневосточный фронт Приморская группа войск | 9-я воздушная армия           | 34-я бомбардировочная авиационная дивизия         | Як-9М                                                                                |
| 20.04.1945 г. | Дальневосточный фронт Приморская группа войск | 9-я воздушная армия           | 34-я бомбардировочная авиационная дивизия         | переформирован по штату 015/364, Як-9М                                               |
| 20.04.1945 г. | Дальневосточный фронт Приморская группа войск | 9-я воздушная армия           | 34-я бомбардировочная авиационная дивизия         | переформирован по штату 015/364, Як-9М                                               |
| 05.08.1945 г. | 1-й Дальневосточный фронт                     | 9-я воздушная армия           | 34-я бомбардировочная авиационная дивизия         | переформирован по штату 015/364, Як-9М                                               |
| 08.08.1945 г. | 1-й Дальневосточный фронт                     | 9-я воздушная армия           | 250-я истребительная авиационная дивизия          | в оперативном подчинении, имел в боевом составе 53 Як-9М                             |
| 09.08.1945 г. | 1-й Дальневосточный фронт                     | 9-я воздушная армия           | 250-я истребительная авиационная дивизия          | участие в советско-японской войне на Як-9М                                           |
| 03.09.1945 г. | 1-й Дальневосточный фронт                     | 9-я воздушная армия           | 250-я истребительная авиационная дивизия          | Як-9М                                                                                |
| 10.09.1945 г. | Забайкальско-Амурский военный округ           | 9-я воздушная армия           | 34-я бомбардировочная авиационная дивизия         | Як-9М                                                                                |
| 1946 г.       | Забайкальско-Амурский военный округ           | 9-я воздушная армия           | 249-я истребительная авиационная дивизия          | Як-9М                                                                                |
| 15.05.1947 г. | Забайкальско-Амурский военный округ           | 9-я воздушная армия           | 249-я истребительная авиационная дивизия          | расформирован                                                                        |

## Участие в операциях и битвах
- Советско-японская война:
  - Маньчжурская операция- с 9 августа 1945 года по 2 сентября 1945 года.
  - Харбино-Гиринская наступательная операция — с 9 августа 1945 года по 2 сентября 1945 года.

Начиная с 9 августа 1945 года полк в составе дивизии наносил удары по военным объектам в районе городов Чанчунь и Харбин, прикрывал войска 1-й Краснознамённой и 5-й армий при прорыве обороны противника. С 10 по 17 августа 1945 года поддерживал наступление войск 1-го Дальневосточного фронта в направлении на Чанчунь и Харбин, содействовал войскам фронта в овладении Хутоусским и Дуннинским Укрепрайонами и разгроме муданьцзянской группировки противника.

## Благодарности Верховного Главнокомандующего
Верховным Главнокомандующим лётчикам полка в составе 250-й иад объявлена благодарность за отличные боевые действия в боях с японцами на Дальнем Востоке

## Итоги боевой деятельности полка
Всего за период Советско-японской войны полком:
| Выполнено боевых вылетов | Сбито самолётов в воздухе | Уничтожено самолётов всего |
| ------------------------ | ------------------------- | -------------------------- |
| 220                      | 0                         | 0                          |

Свои потери:
| Потеряно самолётов (боевые) | Погибло лётчиков |
| --------------------------- | ---------------- |
| 1                           | 0                |

## Самолёты на вооружении
| Период      | Самолёты |
| ----------- | -------- |
| 1941 — 1945 | И-16     |
| 1941 — 1945 | И-153    |
| 1945 — 1947 | Як-9М    |

## Базирование
| Период               | Аэродром                                           |
| -------------------- | -------------------------------------------------- |
| 10.1945 — 08.1946    | аэродром Воздвиженка, Воздвиженка, Приморский край |
| 08.1946 — 15.05.1947 | аэродром Синыйджу, Синыйджу, Северная Корея        |